# Lecopia uniformis
Lecopia uniformis är en insektsart som först beskrevs av Melichar 1901.  Lecopia uniformis ingår i släktet Lecopia och familjen Flatidae. Inga underarter finns listade i Catalogue of Life.